# Geestemünde
 (mars 2017).
Si vous disposez d'ouvrages ou d'articles de référence ou si vous connaissez des sites web de qualité traitant du thème abordé ici, merci de compléter l'article en donnant les références utiles à sa vérifiabilité et en les liant à la section « Notes et références ».

Geestmünde est un quartier dans la partie sud de la commune de Bremerhaven, dans le Land de Brême, en Allemagne. Elle se trouve au sud de l'endroit où la Geeste (en) se jette dans la Weser, non loin de l'endroit où cette dernière se jette dans la mer du Nord. Le quartier, situé au centre, borde les quartiers Bremerhaven-Mitte et Bremerhaven-Lehe au nord. Il y a un grand port de pêche au sud.

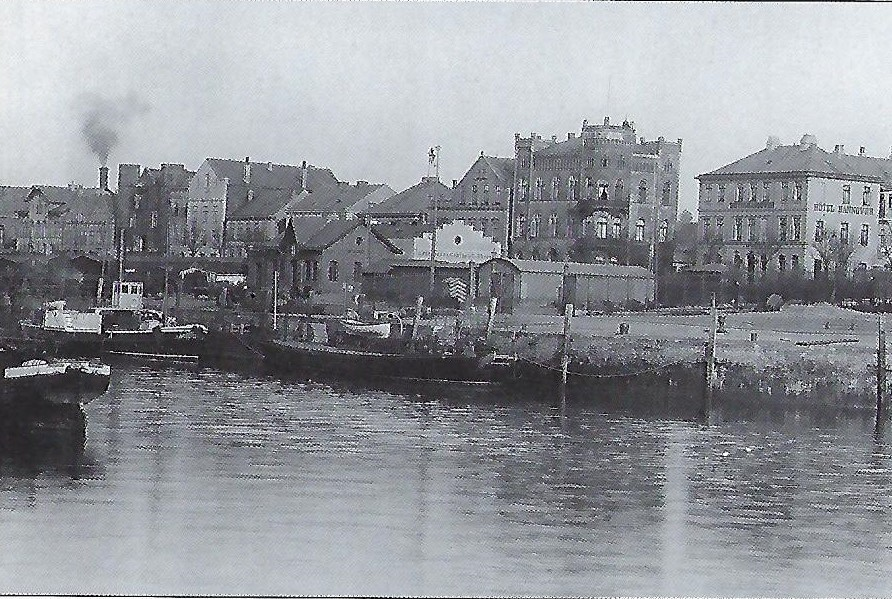
Quai sud de la Geeste (1890), avec hangar et la rue "Am Deich", à droite Hotel Hannover

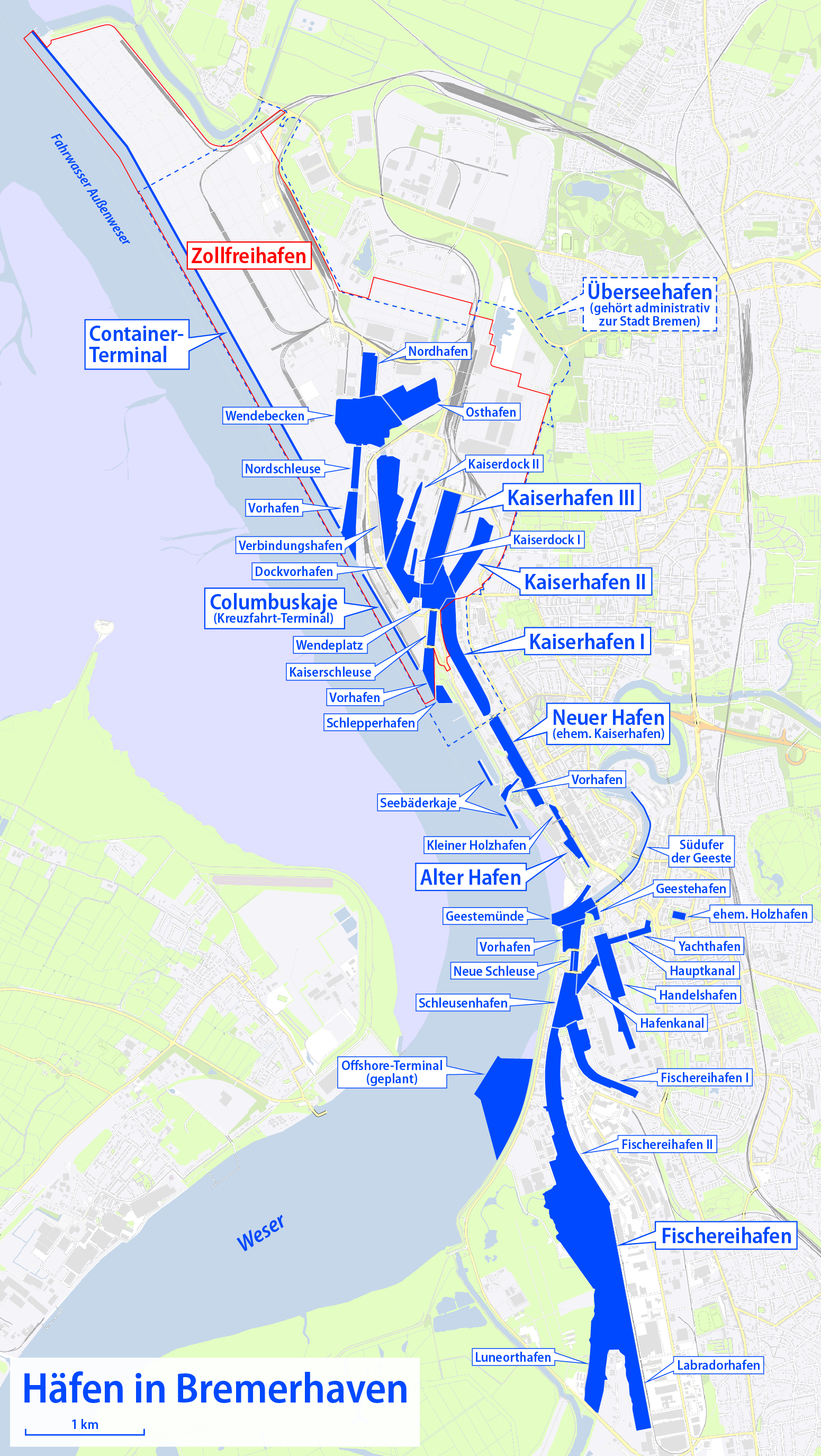

## Historique
En 1827, la ville hanséatique libre de Brême acquit des terres au nord de l'estuaire de la Geeste (en) et y fonda un port et la ville de Bremerhaven. Le Royaume de Hanovre créa par la suite le port de "Geestemünde" en 1847, qui devint un port franc. Dans le différend entre la province de Hanovre et la ville hanséatique libre de Brême, qui comprenait de grandes parties de la zone urbaine de Bremerhaven, une constitution de la ville a été adoptée en 1912. Un an plus tard, en 1913, Geesemünde a reçu les droits de la ville et est devenu une ville indépendante. Geestemünde et Lehe ont fusionné en 1924 pour former la nouvelle ville de Wesermünde. Elle est ainsi devenue la troisième plus grande ville de la province de Hanovre après Hanovre et Osnabrück, y compris l'important port franc en eau profonde,,. Après la dissolution des États fédérés sous le régime nazi, Bremerhaven a été annexée à Wesermünde en 1939, à l'exception du port, qui a été intégré à la ville de Brême en 1938.
Pendant la Seconde Guerre mondiale, 52 raids aériens sur Wesermünde et la zone portuaire ont entraîné la destruction de 75 % de tous les bâtiments de Geestemünde. En 1947, la ville de Wesermünde et donc aussi Geestemünde fusionna avec Bremerhaven pour former l'état de Brême.

## Politique
Bremerhaven (y compris Geestemünde) a un conseil municipal de 49 membres. Il élit également 15 membres de la citoyenneté de Brême. La première conférence de district de Geestemünde a eu lieu le 8 septembre 1993.
Tous les citoyens mais aussi des initiatives, des groupes, des associations, des écoles, les paroisses et d'autres institutions peuvent, dans la conférence publique de district de Geestemünde (STK) ou dans celle de « Grünhöfe », aider à façonner le développement du quartier de Geestemünde ou une partie de celui de « Grünhöfe », en opposition au magistrat et au conseil municipal représenté à Bremerhaven. La première conférence de district a eu lieu le 8 septembre 1993, pour Geestemünde, et en 1999 pour « Grünhöfe ».

## Personnalités
- Friedrich Busse (1835–1898), fondateur de la pêche hauturière allemande, mort à Geestemünde
- Franz Kohn, homme d'affaires et sénateur à Geestemünde
- Gerhard Kohnert (1882-1962), né à Geestemünde.
- Hans Kohnert (1887-1967), homme d'affaires, sénateur, Wehrwirtschaftsführer et peintre à Geestemünde
- Rickmer Clasen Rickmers (1807–1886), propriétaire du chantier naval à Geestemünde etc., armateur
- Carl Rodenburg (1894–1992), lieutenant général de la Wehrmacht
- Georg Seebeck (1845–1928), propriétaire du chantier naval